# بكالوريوس في الاقتصاد
شهادة البكالوريوس في الاقتصاد (B E c أو B E c o n) هي درجة علمية مدتها أربع سنوات في العلوم الاجتماعية تشمل كل من المقررات الكيفية والكمية . تشمل المقررات الإلزامية النموذجية للحصول على درجة الاقتصاد الجزئي والاقتصاد الكلي والاقتصاد القياسي والإحصاءات الاقتصادية وتاريخ الفكر الاقتصادي والاقتصاد السياسي .
تقدم بعض الجامعات لطلاب درجة البكالوريوس ‏ فرصة للتخصص في مجال معين من الاقتصاد، مثل الاقتصاد الزراعي ، والاقتصاد القياسي ، والاقتصاد البيئي والاقتصادي في الموارد، والاقتصاد المالي ، والاقتصاد السياسي .

## حسب البلد
في أستراليا، درجة البكالوريوس في الاقتصاد مع مرتبة الشرف هي درجة مدتها أربع سنوات، وتؤخذ لاحقًا كملحق لشهادة بكالوريوس الاقتصاد لمدة ثلاث سنوات. تتكون الدرجة من برنامج بدوام كامل لمدة عام. تتطلب الدرجة المزيد من الدورات الأكاديمية مع مكون أطروحة البحث.
في هونغ كونغ، تقدم جامعة هونغ كونغ درجة البكالوريوس في الاقتصاد لمدة أربع سنوات،  مع خيار الحصول على درجة مزدوجة في الاقتصاد والمالية.

## روابط خارجية
- بكالوريوس في الاقتصاد (جامعة سيدني)
- بكالوريوس في الاقتصاد (جامعة نيو ساوث ويلز)
- بكالوريوس في الاقتصاد (جامعة نيو انغلاند)
- بكالوريوس في الاقتصاد (جامعة ماكواري)
- بكالوريوس في الاقتصاد (جامعة سيدني للتكنولوجيا)
- بكالوريوس في الاقتصاد (جامعة موناش)
- بكالوريوس في الاقتصاد (الجامعة الوطنية الأسترالية)
- بكالوريوس في الاقتصاد (جامعة كوينزلاند)
- بكالوريوس في الاقتصاد (جامعة أديليد)